# Chasse primitive
La Chasse primitive (en italien, Caccia primitiva) ou Scène de chasse est une peinture à l'huile sur panneau de bois de 70,5 × 169,5 cm  réalisée par le peintre italien Piero di Cosimo, datée de 1500 à 1505 environ et conservée au Metropolitan Museum de New York. Elle fait partie de la série des Histoires de l'humanité primitive. 

## Histoire
Le panneau est généralement identifié à ceux qui décoraient une pièce du Palazzo Del Pugliese à Florence, vu et décrit par Vasari. Par ses dimensions, c'était probablement un dosseret, une tête de lit (spalliera di letto). Avec le Retour de la chasse, il entra au musée de New York en 1875, par un don de Robert Gordon. 

## Description et style
La série est dédiée aux histoires de l'humanité avant la découverte du feu, sans connaissance des métaux et donc des armes. Dans ce panneau, le premier des récits, une forêt profonde est représentée, avec quelques rangées irrégulières d'arbres qui guident l'œil du spectateur vers le lointain, selon un stratagème déjà utilisé par Paolo Uccello dans La Chasse de nuit. 
La scène est dédiée au chaos avant toute forme de connaissance. Il regorge de figures humaines à moitié nues, d'animaux et d'êtres semi-bêtes, tels que des satyres et des centaures, qui s'affrontent dans une lutte féroce et aveugle. De la gauche vers la droite, on peut voir : des ours et des léopards qui bondissent sur un troupeau de cerfs et de sangliers; un grand chien blanc mordant une lionne au museau ; deux hommes séparant deux ours et un lion du combat, un satyre soulevant une grosse branche pour les frapper ; un groupe d'hommes vêtus de peaux portant un bœuf chassé ; un autre homme au centre tenant un animal qui se tortille ; un homme qui attaque un cheval au galop ; des centaures qui s'enfuient avec des proies ; deux satyres qui s'approchent en brandissant des massues. La présence des semi-animaux est liée à la croyance qu'ils étaient le résultat de l'accouplement barbare des hommes avec les animaux. Il n'y a pas de différenciation psychologique entre les animaux, les demi-hommes et les hommes. D'autres animaux peuplent les ravins de la forêt, sombres et inquiétants. 
L'hommage à Paolo Uccello apparaît également explicite pour l'homme mort en bas à droite, rigide alignée sur  le long d'une ligne de fuite perspective, raccourci à la perfection. 
Dans toute cette animation, personne ne se rend compte du danger représenté par le déclenchement de l'incendie au plus profond de la broussaille. Deux vues du paysage, sur les côtés, montrent un paysage aride et désolé. 

## Autres vues

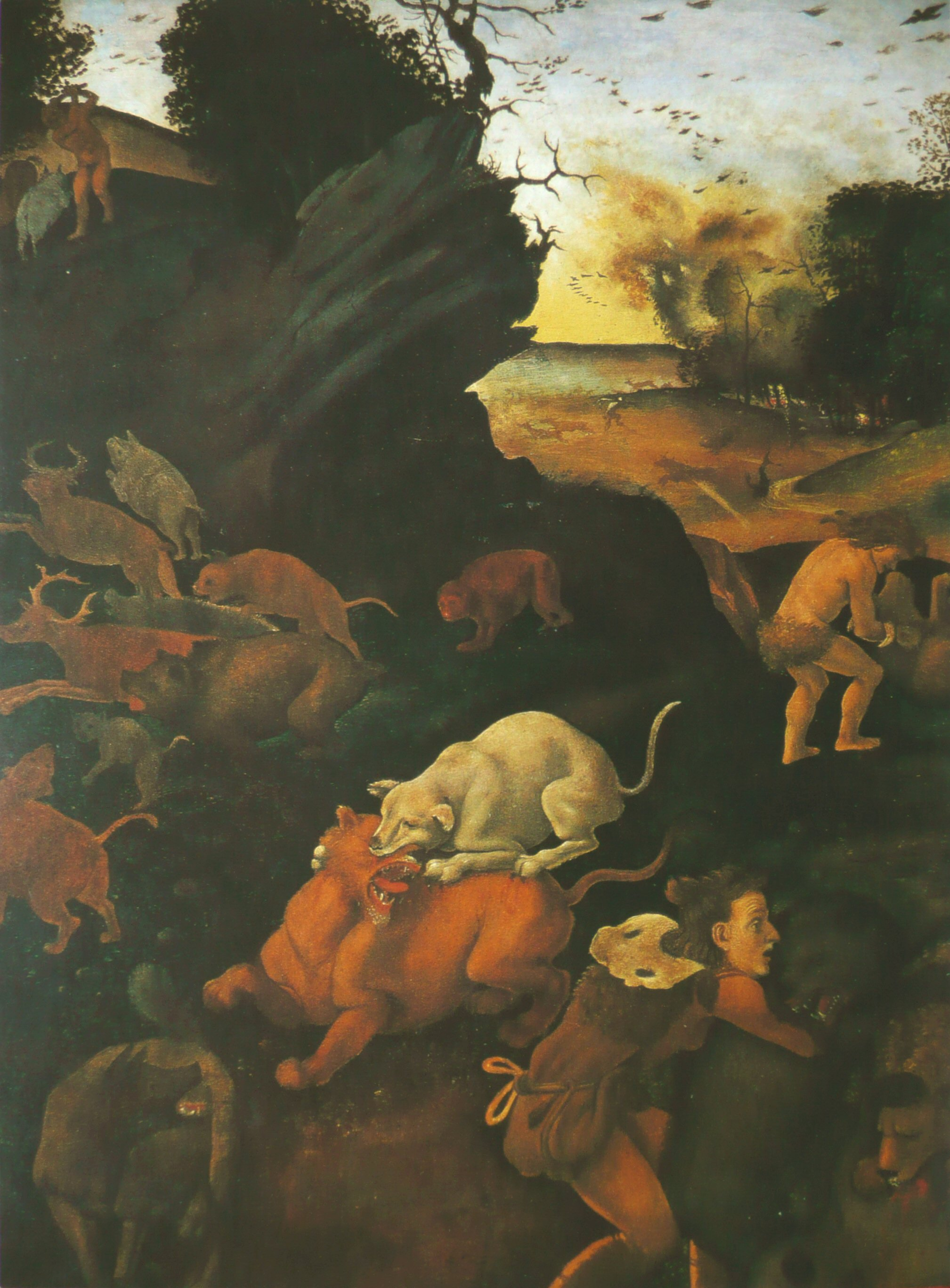
Détail.
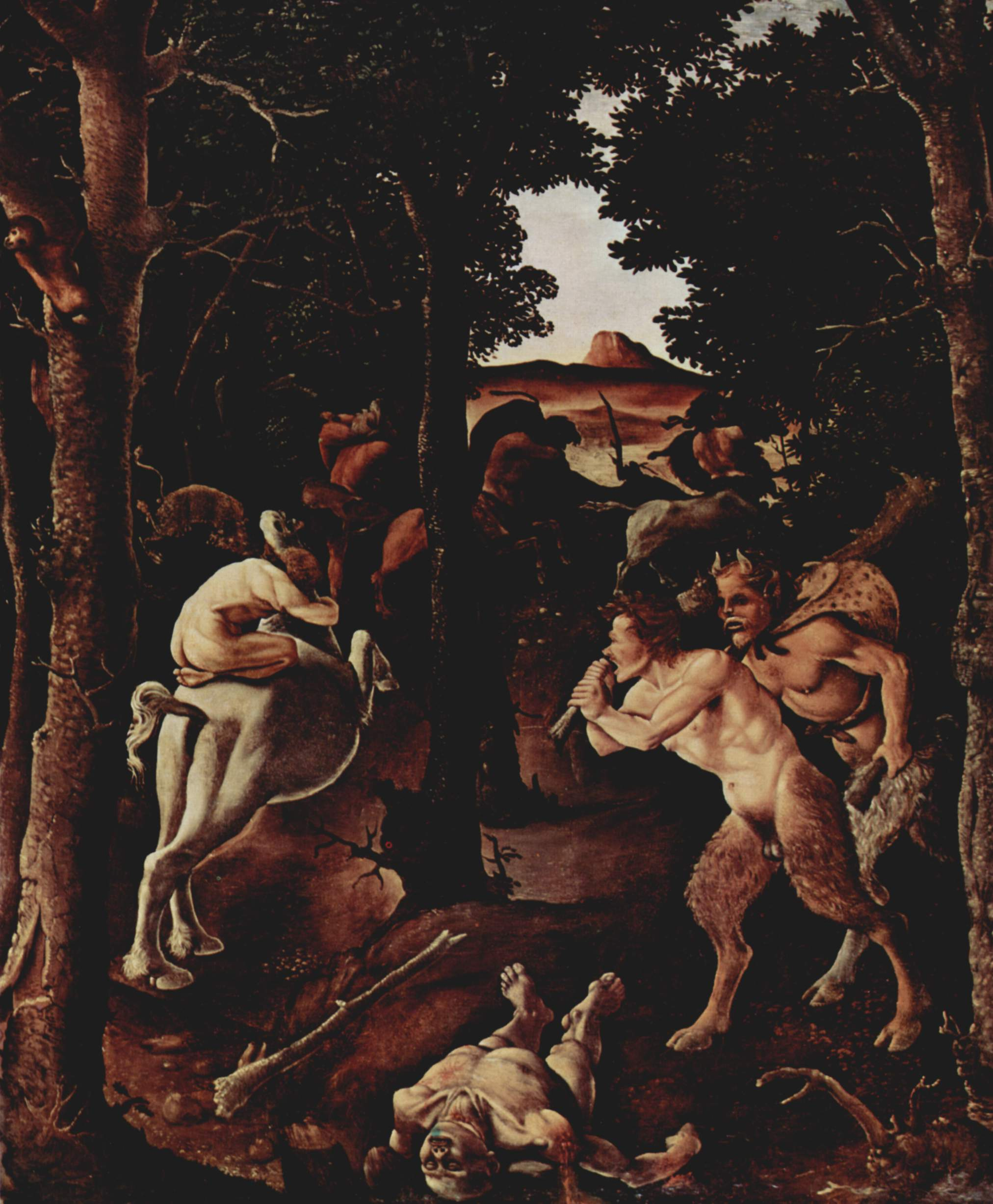
Détail.

## Postérité
Le tableau fait partie du musée imaginaire de l'historien français Paul Veyne, qui le décrit dans son ouvrage justement intitulé Mon musée imaginaire.